# PartyNextDoor (ep)
PartyNextDoor (gestileerd als PARTYNEXTDOOR) is de titelloze debuut-ep van de Canadese PBR&B-zanger PartyNextDoor. De ep werd op 1 juli 2013 uitgebracht op OVO Sound, het label van rapper Drake. De ep bereikte #6 in de Heatseekers Albums, #17 in de Top R&B Albums en #34 in de Top R&B/Hip-Hop Albums.

## Tracklist
Alle muziek en teksten zijn geschreven door PartyNextDoor. 
| 1.                 | Welcome to the Party  | 1:54 |
| 2.                 | Wild Bitches          | 3:36 |
| 3.                 | Relax with Me         | 2:48 |
| 4.                 | Right Now             | 4:04 |
| 5.                 | Make a Mil            | 2:51 |
| 6.                 | Break from Toronto    | 1:39 |
| 7.                 | TBH                   | 2:03 |
| 8.                 | Wus Good / Curious    | 3:33 |
| 9.                 | Over Here (ft. Drake) | 2:58 |
| 10.                | Ballin                | 3:13 |
| Totale duur: 28:33 |                       |      |